# أودي ار اس 4
أودي ار اس 4 (بالإنجليزية: Audi RS4) سيارة رياضية ذات أربع مقاعد ذات محرك وسطي انتجتها شركة أودي الألمانية بداية القرن وهي نسخة مطورة من سيارتها أودي إيه4. السيارة أيضا مزودة بنظام كواترو «نظام دفع رباعى مستمر». صممت السيارة بالكامل داخل شركة أودى الفرعية كواترو التي تخصصها أودى لصناعة الطرازات ذات الأداء العالي.